# دييغو سكوتي
دييغو سكوتي (بالإسبانية: Diego Scotti) (14 يناير 1977 بمونتفيدو في الأوروغواي - ) هو لاعب كرة قدم أوروغواني في مركز الوسط. لعب مع أوداكس إيتاليانو وأوليمبيا أسونسيون وجيمناسيا لابلاتا ومونتيفيديو واندررز وميرامار ميشنس ونادي تيانجين تيدا ونادي راسينغ مونتيفيديو ونادي قرطبة وناسيونال مونتيفيديو ونيولز أولد بويز ويونيون إسبانيولا.

## وصلات خارجية
- دييغو سكوتي على موقع إي إس بي إن إف سي (الإنجليزية)
- دييغو سكوتي على موقع قاعدة بيانات كرة القدم.إي يو (الإنجليزية)
- دييغو سكوتي على موقع Soccerway.com (الإنجليزية)
- دييغو سكوتي على موقع AS.com (الإسبانية)